# Höglandet
Höglandet – dzielnica (stadsdel) Sztokholmu, położona w jego zachodniej części (Västerort) i wchodząca w skład stadsdelsområde Bromma. Graniczy z dzielnicami Nockeby, Olovslund i Ålsten oraz przez jezioro Melar z gminą Ekerö.
Według danych opublikowanych przez gminę Sztokholm, 31 grudnia 2020 r. Höglandet liczyło 1416 mieszkańców. Powierzchnia dzielnicy wynosi łącznie 0,53 km², z czego 0,09 km² stanowią wody Melaru.